# Cornbugs
Cornbugs es una banda estadounidense de música experimental formada por Chop Top (Bill Moseley) como vocalista, Buckethead como guitarrista, Pinchface en la percusión y Travis Dickerson como tecladista.

## Biografía
Cornbugs ha lanzado 5 álbumes de estudio y 2 DVD titulados "Quackers!" y "Headcheese", los cuales fueron lanzados el 24 de febrero de 2007.
Se han lanzado 3 álbumes recopilatorios sobre las canciones de sus primeros 3 álbumes los cuales están fuera de circulación han sido lanzados al mercado.

## Discografía

### Álbumes
- Spot the Psycho - 1999
- Cemetery Pinch - 2001
- How Now Brown Cow - 2001
- Brain Circus - 2004
- Donkey Town - 2004
- Rest Home For Robots - 2005
- Skeleton Farm - 2005
- Celebrity Psychos - 2006

#### DVD
- Quackers!
- Headcheese